# Turnul Bursei de Valori București
Turnul BVB sau Turnul Bursei de Valori București este o clădire de birouri situată în București. Ea are 16 etaje și o suprafață de 14.000 m2. Clădirea este sediul central al Bursei de Valori București.